# Takagi Toshiya
Toshiya Takagi (高木 利弥 Takagi Toshiya, sinh ngày 25 tháng 11 năm 1992 ở Fujisawa, Kanagawa, Nhật Bản) là một cầu thủ bóng đá người Nhật Bản thi đấu ở vị trí hậu vệ cho JEF United Chiba ở J2 League.
Bố của anh, Takuya là một cựu cầu thủ bóng đá, và hiện tại là huấn luyện viên của đội bóng J1 League V-Varen Nagasaki.

## Sự nghiệp

### Montedio Yamagata
Takagi ra mắt chính thức cho Montedio Yamagata ở J1 League, ngày 18 tháng 3 năm 2015 trước Shimizu S-Pulse ở ND Soft Stadium Yamagata ở Tendō, Nhật Bản. Anh có mặt trong đội hình xuất phát, thi đấu hết trận và nhận một thẻ vàng vào phút thứ 91. Takagi và câu lạc bộ giành chiến thắng 3-1.

## Thống kê sự nghiệp câu lạc bộ
Cập nhật đến ngày 10 tháng 12 năm 2017.
| 2015 | Montedio Yamagata | J1 League | 20 | 0 | 3 | 1 | 3 | 0 | 26 | 1 |
| 2016 | Montedio Yamagata | J2 League | 33 | 0 | 3 | 0 | – | – | 36 | 0 |
| 2017 | Montedio Yamagata | J2 League | 36 | 1 | 1 | 0 | – | – | 37 | 1 |
| 2018 | JEF United Chiba  | J2 League |    |   |   |   | – | – |    |   |
| Tổng | Tổng              | Tổng      | 89 | 1 | 7 | 1 | 3 | 0 | 99 | 2 |